# الجمباز في الألعاب الأولمبية الصيفية 2004 – فردي فني شامل للسيدات
أقيمت منافسات الجمباز الفردي الفني الشامل للسيدات في دورة الألعاب الأولمبية الصيفية 2004 في الصالة الأولمبية الداخلية ضمن مجمع أثينا الأوليمبي الرياضي، ماروسي، أثينا، اليونان في الفترة من 15 إلى 19 أغسطس 2004، وهي واحدة من ستة أحداث للمتنافسات في رياضة الجمباز الفني التي أقيمت في أولمبياد أثينا 2004.
تمكنت لاعبة الجمباز كارلي باترسون البالغة من العمر 16 عاماً من الفوز بنتيجة 38.387 ضمنت فوزها بفارق 0.176 نقطة على النجمة الروسية سفيتلانا خوركينا، وتصبح أول أمريكية تفوز بالميدالية الذهبية منذ 20 عامًا بعد فوز اللاعبة ماري لو ريتون في دورة الألعاب الأولمبية الصيفية 1984. جاء فوز باترسون في الليلة التي تلت فوز بول هام بالميدالية الذهبية في منافسات الجمباز للرجال على نفس الأرضية. وبهذا الفوز أصبحت الولايات المتحدة البلد الثاني التي يضم بطلين في في الجمباز الشامل في نفس الألعاب الأوليمبية، لتنضم بذلك إلى الاتحاد السوفييتي السابق والفريق الموحد.

## ملخص المسابقة
| حدث                   | الذهبية                          | الفضية                   | البرونزية         |
| --------------------- | -------------------------------- | ------------------------ | ----------------- |
| فردي فني شامل للسيدات | الولايات المتحدة · كارلي باترسون | روسيا · سفيتلانا خوركينا | الصين · تشانغ نان |

## التصفيات
أقيمت جولة التصفيات بمشاركة 98 لاعبة من 32 دولة للتنافس في منافسات الجمباز الفني الفردية في الجولة التأهيلية التي أقيمت في يوم 15 أغسطس 2004. وتأهلت أعلى 24 لاعبة جمباز نقاطًا بحد أقصى لاعبان من كل دولة إلى النهائيات الفردي الشامل التي أقيمت يوم 19 أغسطس 2004.